# Twin Temple
Twin Temple é uma dupla americana de rock and roll/doo-wop. Eles chamam seu gênero de doo-wop satânico.
Eles consistem na vocalista Alexandra James e no guitarrista Zachary James.
Eles lançaram seu primeiro single em 2017 e seu primeiro álbum em 2019. Eles até agora lançaram dois álbuns e quatro singles.

## Biografia
O Twin Temple foi formado pelo casal e autoproclamados satanistas praticantes Alexandra e Zachary James em uma tentativa de desafiar o domínio do metal dentro da música satanista. Sendo fãs do rock and roll americano dos anos 1950 e 1960, e de bandas como The Platters, Roy Orbison e Buddy Holly, eles queriam incorporar o satanismo a essa era e cultura musical.
Eles produziram e lançaram seu álbum de estreia, Twin Temple (Bring You Their Signature Sound…. Satanic Doo-Wop), em 2019. O álbum foi gravado ao vivo e em mono, para obter um som mais autêntico, lembrando a música dos anos 1950 e 1960. O álbum inteiro foi gravado em um dia e meio, de acordo com a vocalista Alexandra James, e cada música foi gravada ao vivo em 2-3 tomadas, enquanto as melhores tomadas acabaram no álbum final.
Em março de 2019, eles estavam no Top 5 Bands You Need to Know da revista Revolver.
Seu segundo álbum, Twin Temple Present a Collection of Live (And Undead) Recordings from Their Satanic Ritual Chamber..., foi lançado em 2020. Em 2021, eles lançaram seu single Let's Have A Satanic Orgy.
Em 2022, eles ganharam mais reconhecimento internacional quando abriram para a banda de rock sueca Ghost durante sua Imperatour na América do Norte ao lado de Volbeat. Eles também se apresentaram como um ato de abertura para o Ghost durante sua turnê no Reino Unido e na Europa.

## Controvérsia
Teórico da conspiração de extrema direita e apresentador de talk show de rádio, Alex Jones dedicou um segmento de um episódio de InfoWars falando sobre Twin Temple.

## Estilo musical e temas líricos
Suas letras fazem referência a Satanás, mas também lidam com temas como satanismo, sexo, amor e também questões sociais como individualismo, feminismo e direitos LGBT.
De acordo com a vocalista Alexandra James, muita inspiração vem de sua educação como uma criança mestiça (britânica-coreana), e do racismo que ela foi exposta ao crescer nos Estados Unidos. Twin Temple diz que a mensagem central de suas músicas é a inclusão.

## Membros da banda
- Alexandra James – vocais
- Zachary James – guitarras, baixo

## Discografia

### Álbuns
- Twin Temple (Bring You Their Signature Sound…. Satanic Doo-Wop), 2019
- Twin Temple Present a Collection of Live (And Undead) Recordings from Their Satanic Ritual Chamber..., 2020

### EP
- Twin Temple Summon the Sacred Whore... Babalon, 2021

### Singles
- Let's Hang Together, 2017
- Sex Magick, 2019
- Satan's A Woman, 2019
- Let's Have A Satanic Orgy, 2022